# Édouard Orban de Xivry (1858-1901)
Ne doit pas être confondu avec Édouard Orban de Xivry.
Pour les autres membres de la famille, voir Famille Orban de Xivry.
Édouard Orban de Xivry, né le 28 septembre 1858 à La Roche-en-Ardenne et mort le 26 janvier 1901 à Arlon, est un homme politique belge.
Il fut assassiné durant son mandat de gouverneur de la province de Luxembourg dans son bureau du palais provincial d'Arlon.

## Biographie
Édouard  Orban de Xivry est né le 28 septembre 1858 à La Roche-en-Ardenne et est le fils d'Édouard Orban de Xivry et de Lucie Halleux. Il épouse Marie-Félicie Anciaux (1867-1920) avec laquelle ils ont cinq enfants.
Docteur en droit, il est actif en tant qu'industriel dans l'entreprise familiale de tannage des cuirs. Il est élu conseiller provincial et devient député permanent de la province de Luxembourg. Il devient gouverneur de la province en 1891 à l'age de 32 ans. En 1900, il est anobli baron. 
Le 26 janvier 1901, il est assassiné d'une balle dans la poitrine tirée par Jean Schneider, un employé du palais qui retourne ensuite l'arme contre lui et se suicide.

## Mandats
- Gouverneur de la Luxembourg : 1891 - 1901

## Postérité

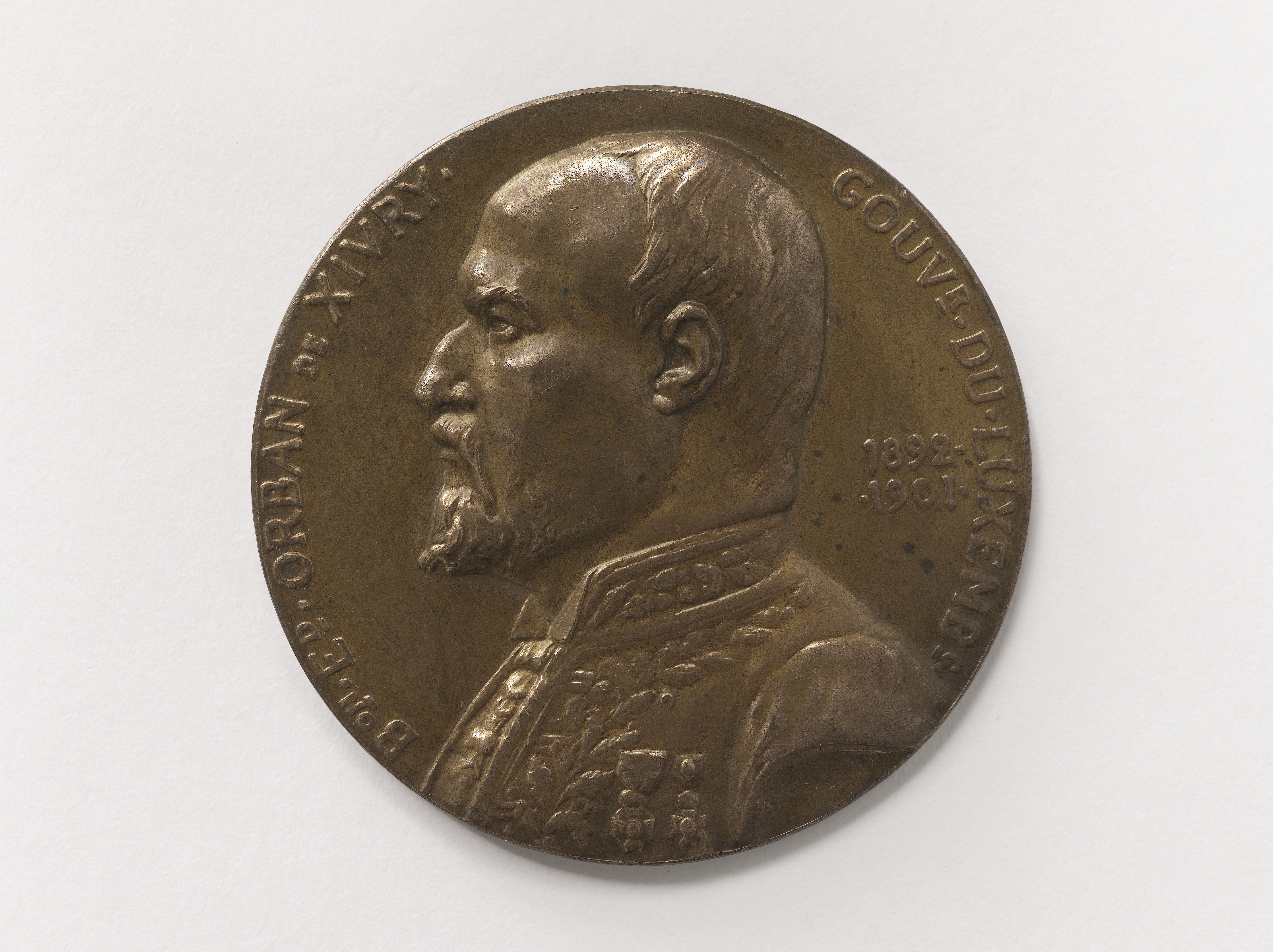
Médaille de cuivre à la mémoire d'Édouard Orban de Xivry.

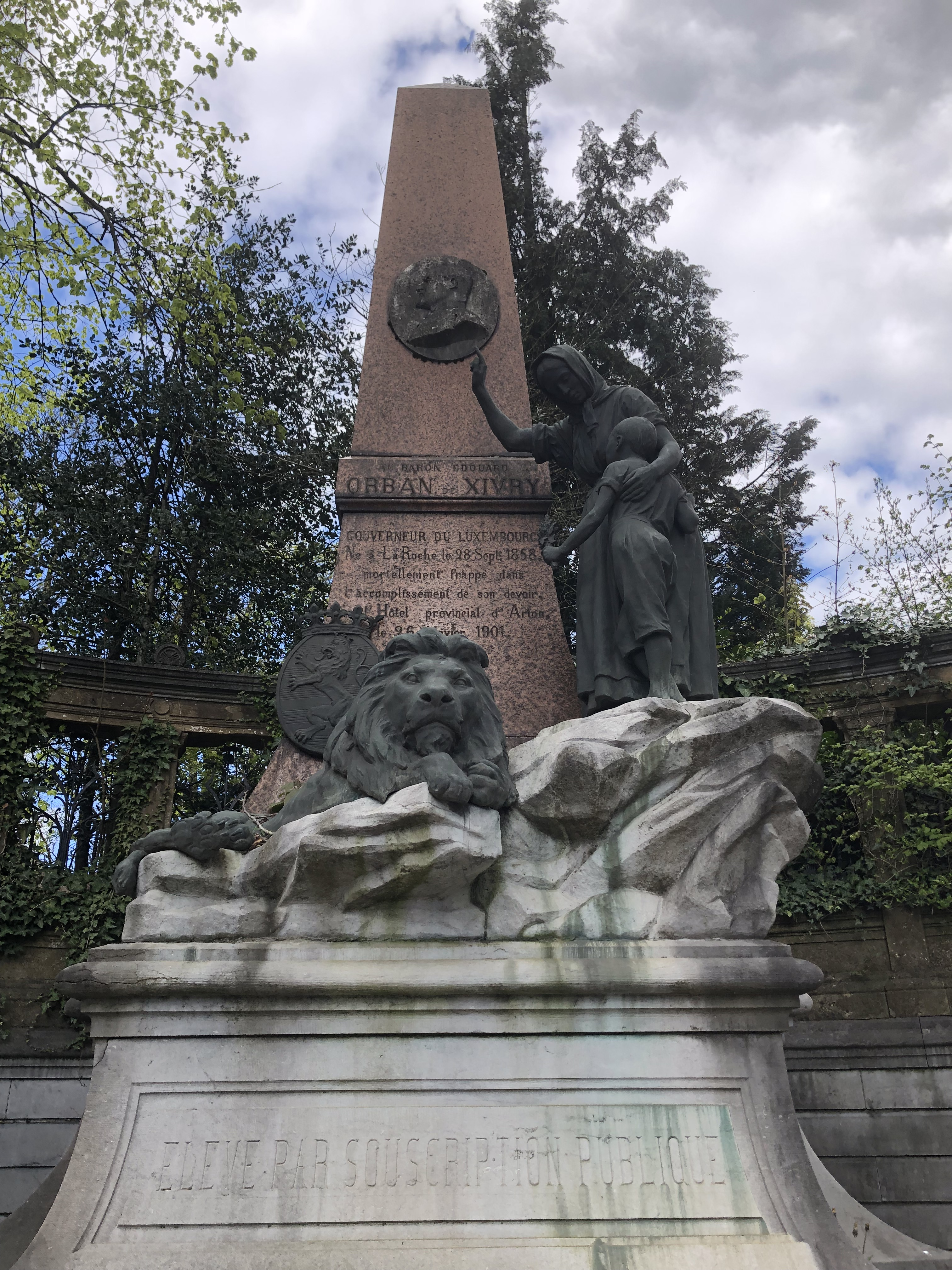
Le monument à la mémoire du gouverneur, à l'arrière du palais provincial d'Arlon, rue Josef Netzer.

- Une médaille en cuivre fut produite à sa mémoire en 1903.
- Son buste est installé dans le palais provincial d'Arlon[2]
- Un monument est érigé en sa mémoire, rue Josef Netzer à Arlon. Il fut réalisé par Frantz Vermeylen et Louis Van de Wyngaert et inauguré le 19 juillet 1903.